# Rosa blanda
Rosa blanda es una especie de planta del género Rosa, de la familia Rosaceae.

## Taxonomía
Rosa blanda fue descrita por Aiton en 1789.

## Distribución
Se encuentra en el territorio de América subártica hasta el oeste central y noreste de Estados Unidos.